# Belvédère (Petit Trianon)
Vous lisez un « bon article » labellisé en 2013.
Pour les articles homonymes, voir Belvédère.
Le Belvédère du Petit Trianon, ou Pavillon du rocher, est une fabrique de jardin de style néoclassique, érigée entre 1778 et 1781 par Richard Mique, pour la reine de France Marie-Antoinette, au sein du Jardin anglais du Petit Trianon, dans le parc du château de Versailles.
Petit pavillon d'architecture octogonale, il fait partie des fabriques disposées dans le nouveau jardin du Petit Trianon par l'architecte de la Reine et sert de salon de musique. Il est flanqué d'un rocher artificiel d'où jaillit une cascade et est entouré de montagnes en miniature, l'ensemble composant un jardin alpin. Il est gardé par huit sphinges de pierre, sculptées par Joseph Deschamps. Ce dernier est aussi à l'origine de la décoration des huit façades, dont les bas-reliefs sont une allégorie aux quatre saisons et dont les frontons sont ornés des attributs de la chasse et du jardinage. Le salon intérieur est luxueusement décoré, les arabesques peintes sur du stuc représentent des scènes de la nature, le sol est pavé de marbre et le plafond, œuvre de Jean-Jacques Lagrenée, évoque des angelots évoluant dans un ciel bleu.
Endommagés par deux siècles de dégradations et d'altérations, le belvédère et le rocher retrouvent en 2012 leur état d'Ancien Régime, à la suite d'une restauration complète du jardin alpin. Classé avec le château de Versailles et ses dépendances au titre des monuments historiques par la liste de 1862 et par arrêté du 31 octobre 1906, il est accessible au public dans le cadre du musée national des châteaux de Versailles et de Trianon, au sein du Domaine de Marie-Antoinette.

## Construction
Peu de temps après avoir pris possession du Petit Trianon, offert par le roi Louis XVI, Marie-Antoinette souhaite profiter de la liberté dont elle dispose pour aménager le domaine selon ses désirs et ses inspirations. Pour constituer l'Éden de ses rêves, elle s'entoure d'un nouvel architecte, Richard Mique, du peintre Hubert Robert et des jardiniers nommés par Louis XV, Antoine et Claude Richard. Pour la réalisation de ce jardin anglais, on applique les idées du retour à la nature de Jean-Jacques Rousseau, que l'on mêle de brusques changements de décor, caractéristiques de la campagne d'outre-Manche, et de notes intellectuelles et littéraires françaises. Signe de cette instabilité paysagère, le belvédère, seul élément visible depuis le château, apparaît isolé, alors que, depuis l'autre côté du petit lac, il s'intègre à un paysage accidenté.
Le belvédère est l'édifice principal de ce jardin alpin, lui-même part intégrante du jardin anglo-chinois ainsi créé. Il fait partie de la série de fabriques construites par Richard Mique, « l'alliance pittoresque de l'architecture et de la végétation étant portée à son plus haut degré de raffinement ». Centre de la composition du jardin anglais, il est réalisé dans le style néoclassique afin de respecter une harmonie avec le château d'Ange-Jacques Gabriel et de conserver cette sobre élégance.
Il est édifié de mars 1778 à mai 1781. Sa création donne lieu à l'élaboration de cinq modèles différents permettant d'atteindre l'élégance désirée des proportions. Le coût de ce pavillon dépasse les 65 000 livres.

## Description

### Architecte extérieure
Ce petit pavillon de forme octogonale, surmonté d'un dôme de plomb caché par une balustrade, se dresse sur une butte dominant le petit lac. Du fait de sa situation, il est destiné à « embrasser d'un coup d'œil toutes les merveilles du Jardin anglais ». Cependant, au fil des années et des siècles, la nature reprenant ses droits et provoquant une croissance de la végétation alentour moins maîtrisée, cet effet s'atténue et les perspectives d'origine en sont réduites,.
Son architecture extérieure est octogonale alors que l'intérieur est circulaire. Le pavillon est élevé sur un socle de pierre aussi octogonal auquel accèdent quatre emmarchements gardés par des paires de sphinges. Celles-ci sont exécutées en 1778 par Joseph Deschamps en pierre de Conflans de quatre pieds de long. Ces « gardiennes de l'harmonie » sont coiffées d'attributs symbolisant les saisons,. Fort endommagées après la Révolution et certaines même disparues au cours du XIXe siècle, ces statues ont été restituées ou copiées en pierre de Tercé ; quatre originaux sont conservés dans les réserves.

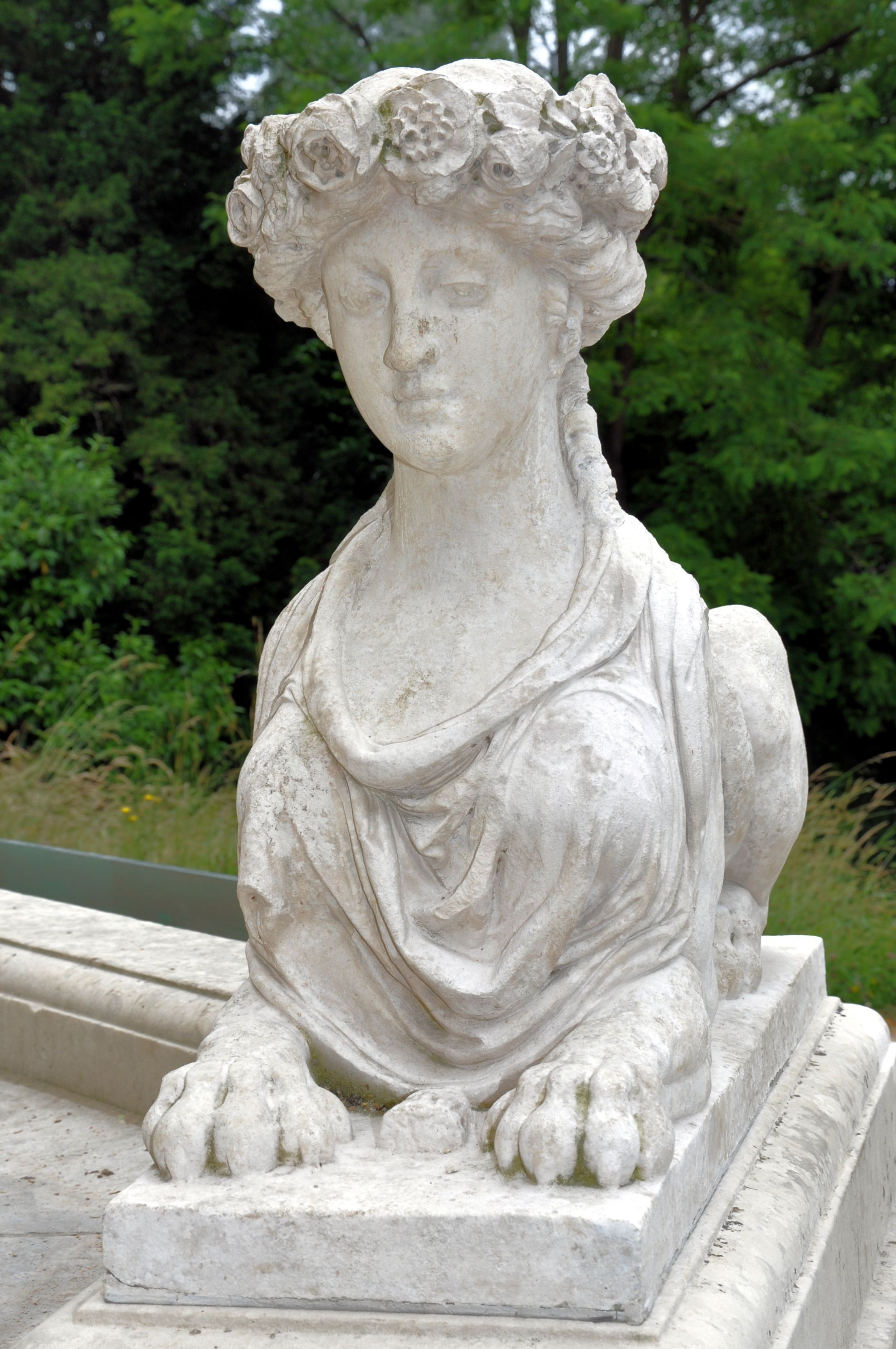
Sphinge représentant le printemps.
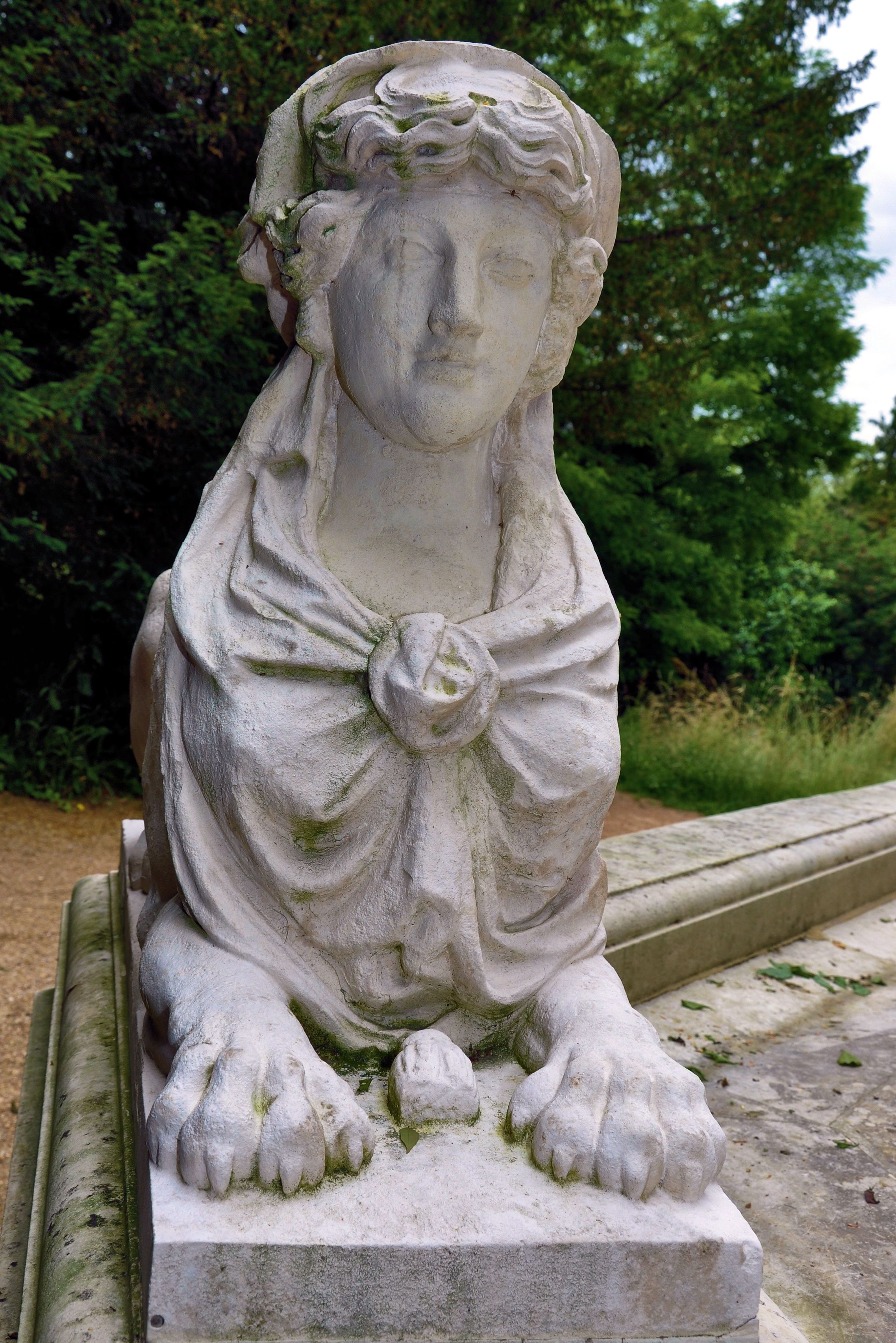
Sphinge représentant l'été.
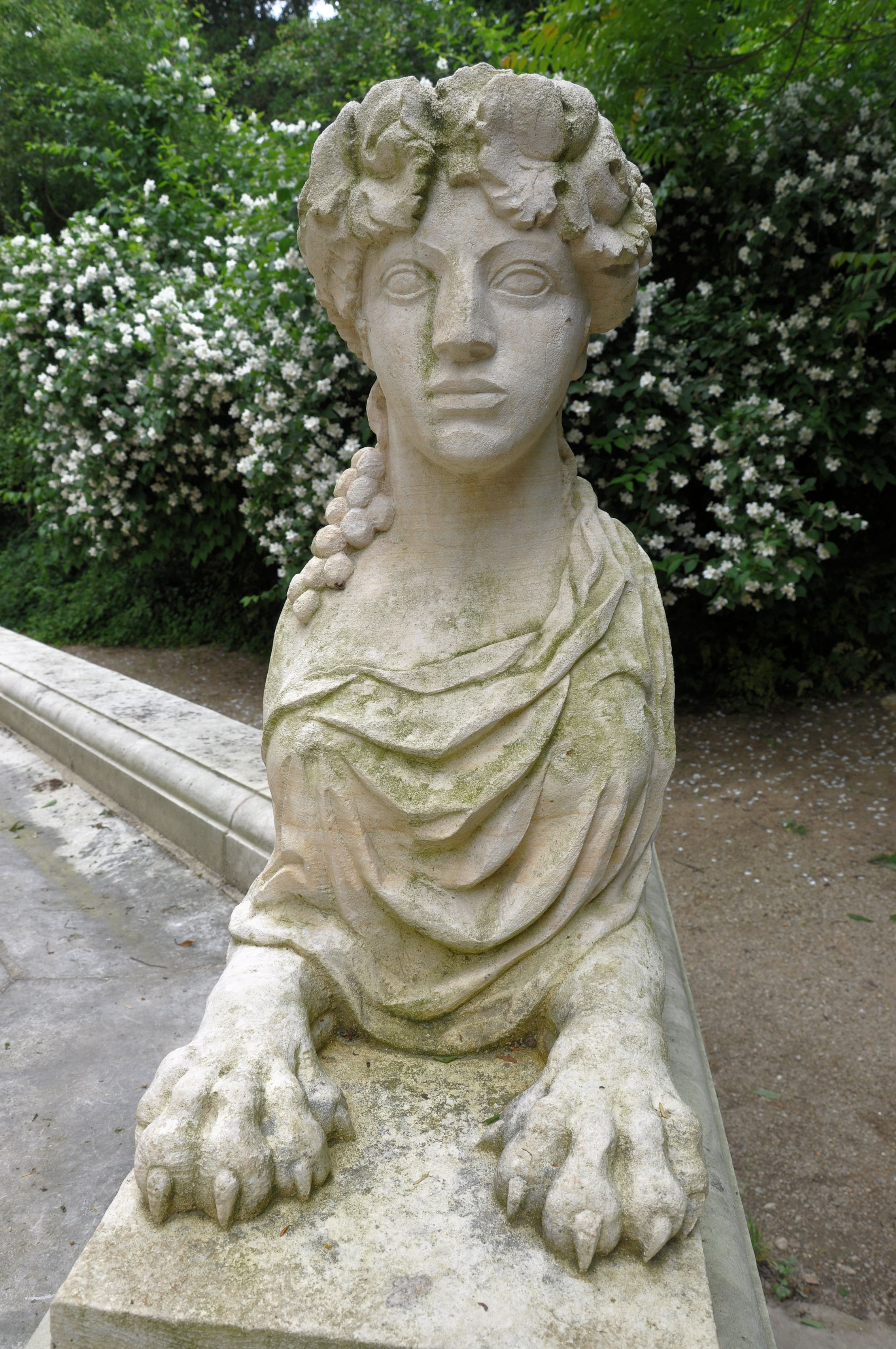
Sphinge représentant l'automne.
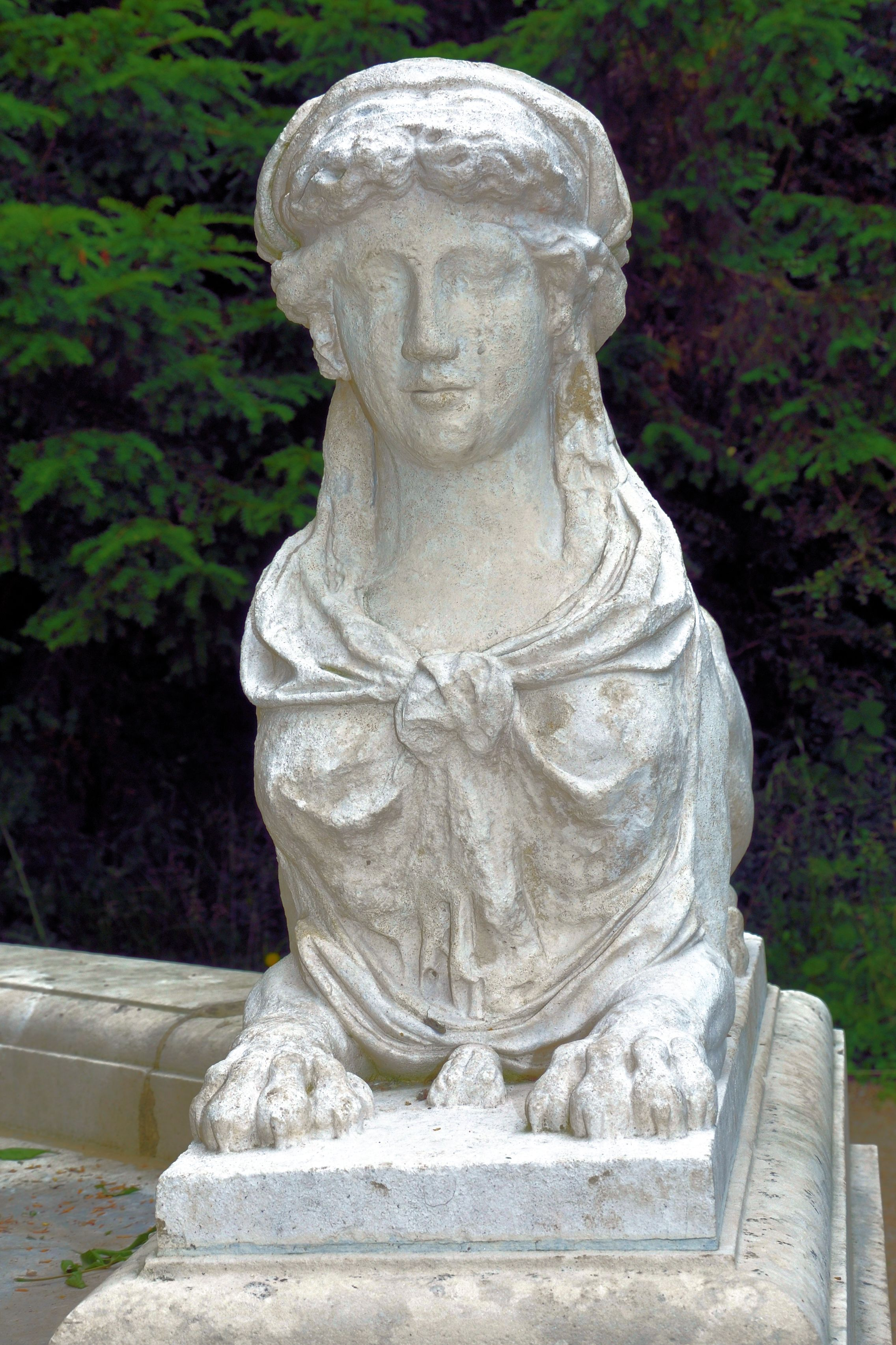
Sphinge représentant l'hiver.

Les huit façades de l'édifice sont ouvertes de quatre portes et quatre fenêtres alternées. La décoration sculptée est aussi l'œuvre de Joseph Deschamps, qui est assisté du jeune Pierre Cartellier,. Les frontons surmontant les portes, dont les premières ébauches, abandonnées, ont figuré des groupes d'enfants, sont finalement ornés des attributs de la chasse et du jardinage. Ils sont ceints d'une frise composée d'un riche fleuron et pendant de rinceaux de feuilles d'acanthe. Les bas-reliefs surplombant les croisées représentent des figures assises de profil en allégorie des quatre saisons. Une longue frise d'entablement, formée d'une guirlande florale de plomb autrefois peinte de couleurs, est fixée sur la pierre.

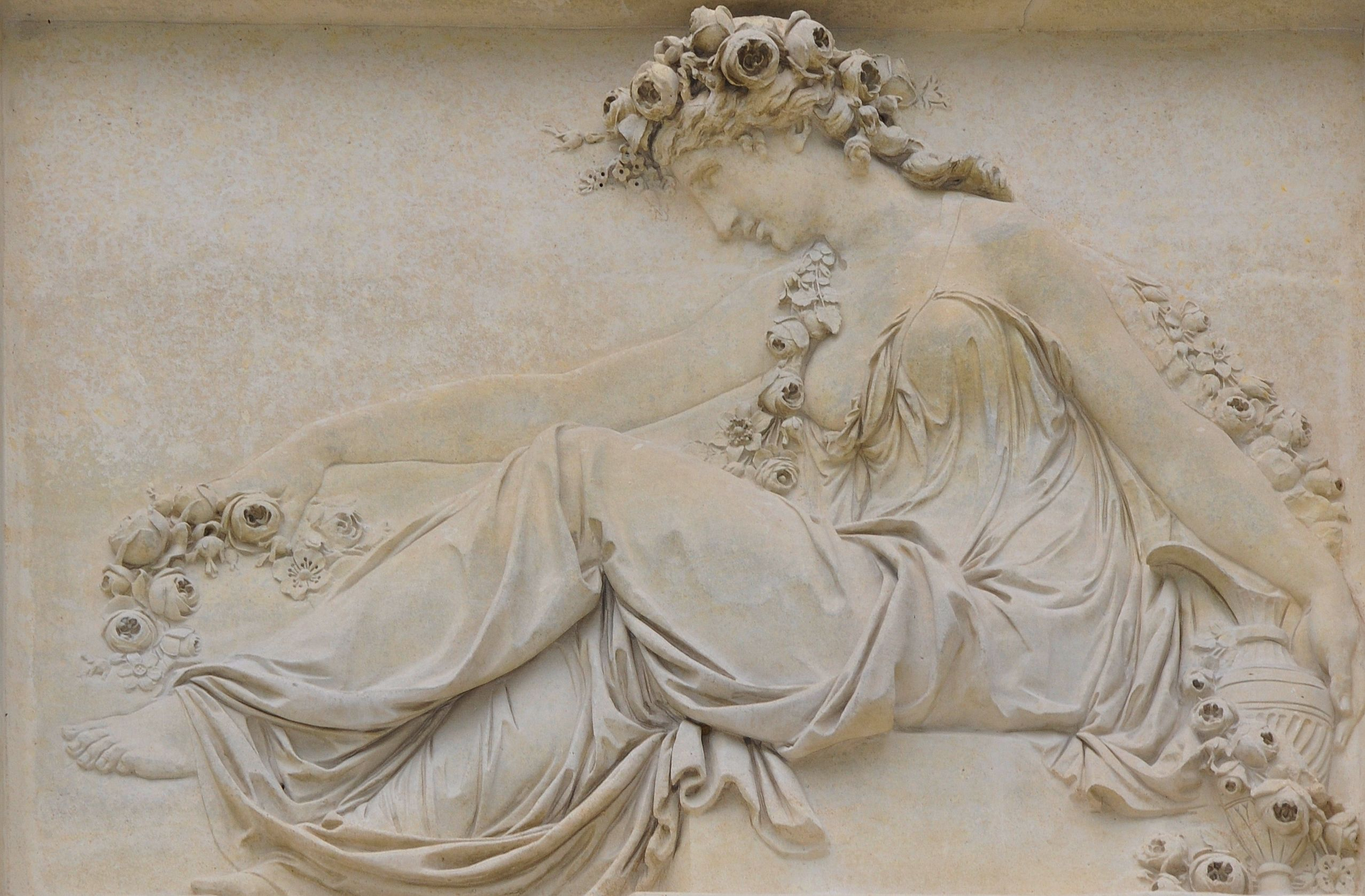
Flore couronnée de roses.
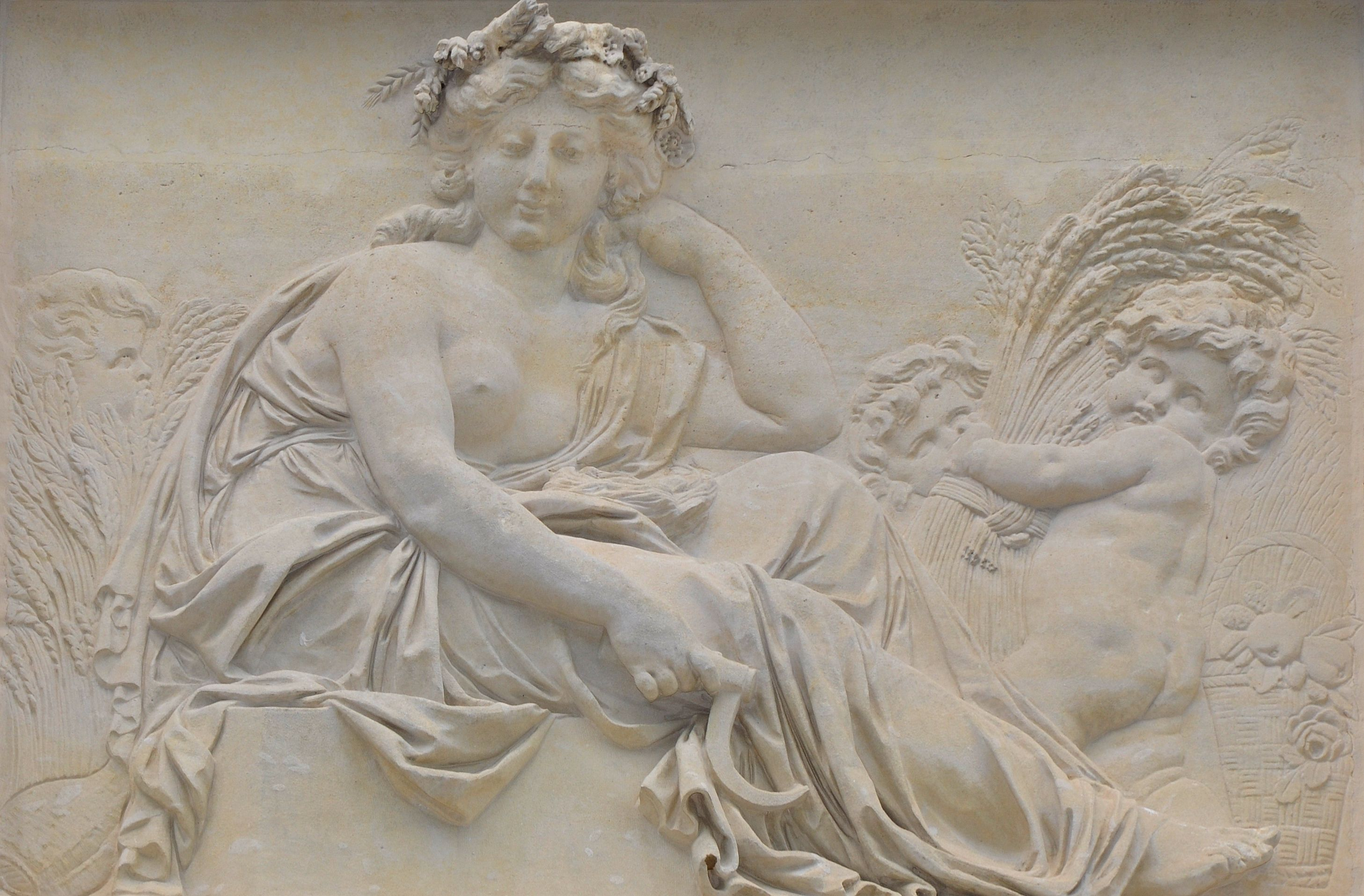
Cérès couronnée d'épis de blé.
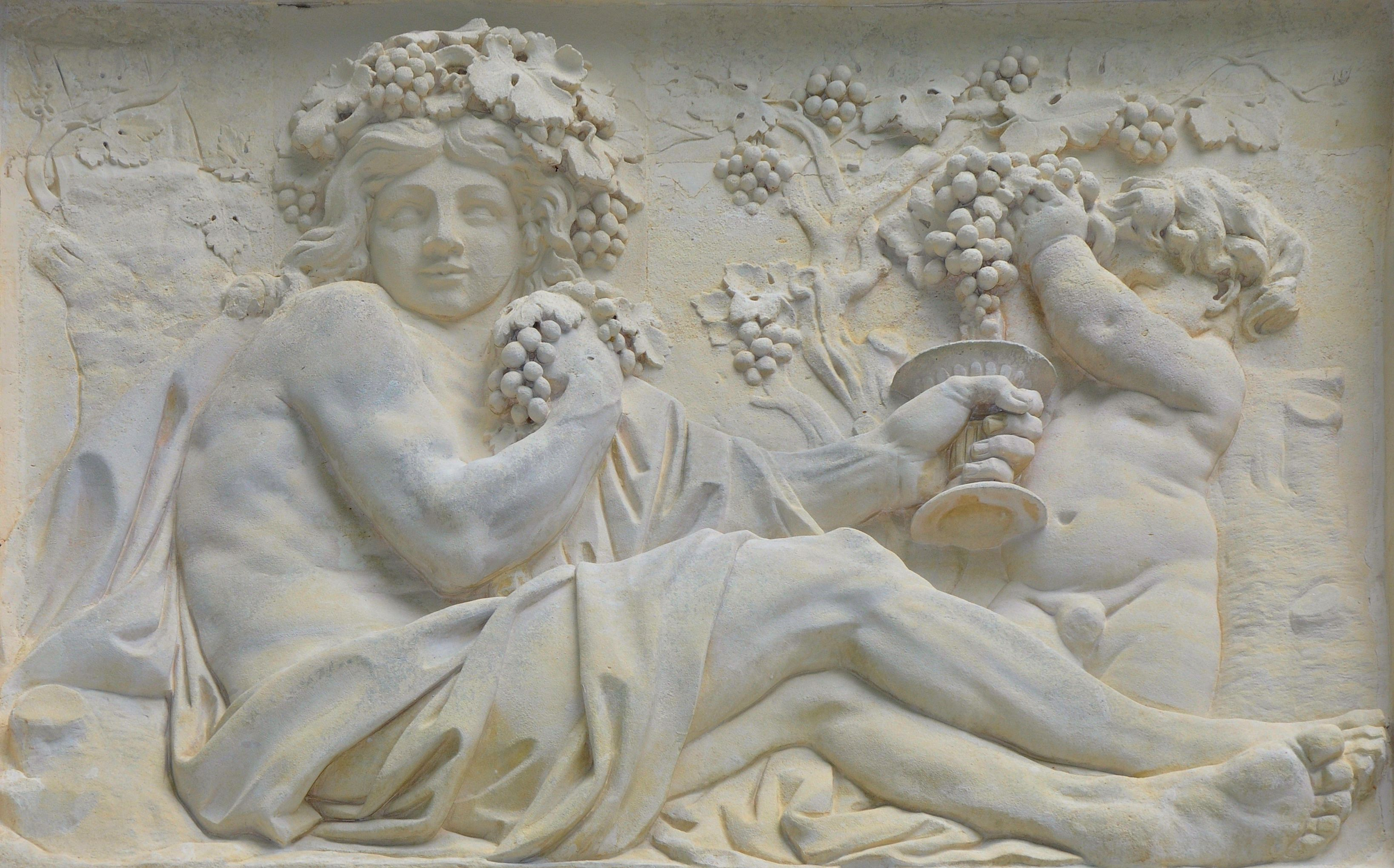
Bacchus couronné d'un cep de vigne.
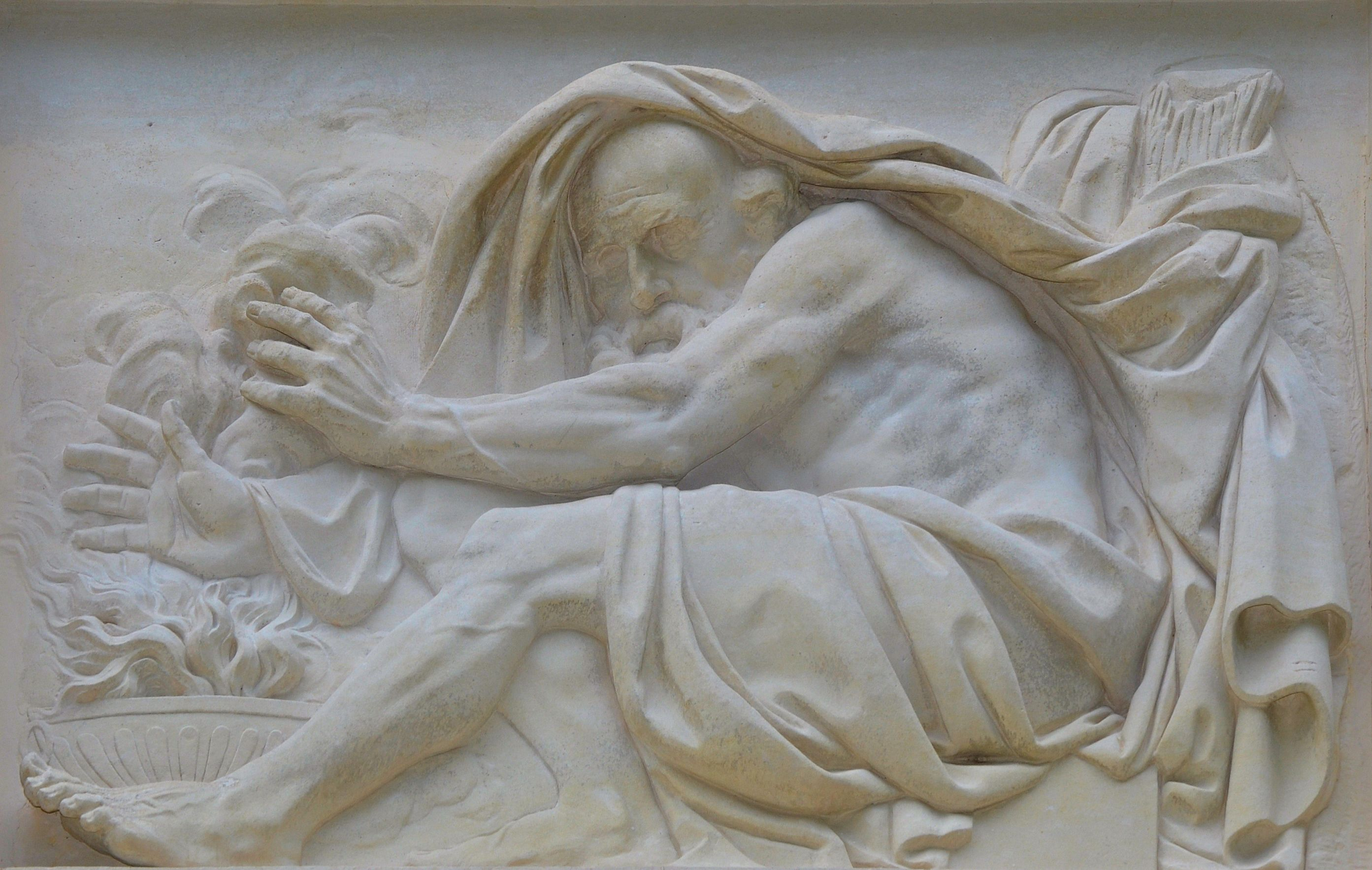
Saturne en vieillard se chauffant au feu.

### Salon intérieur

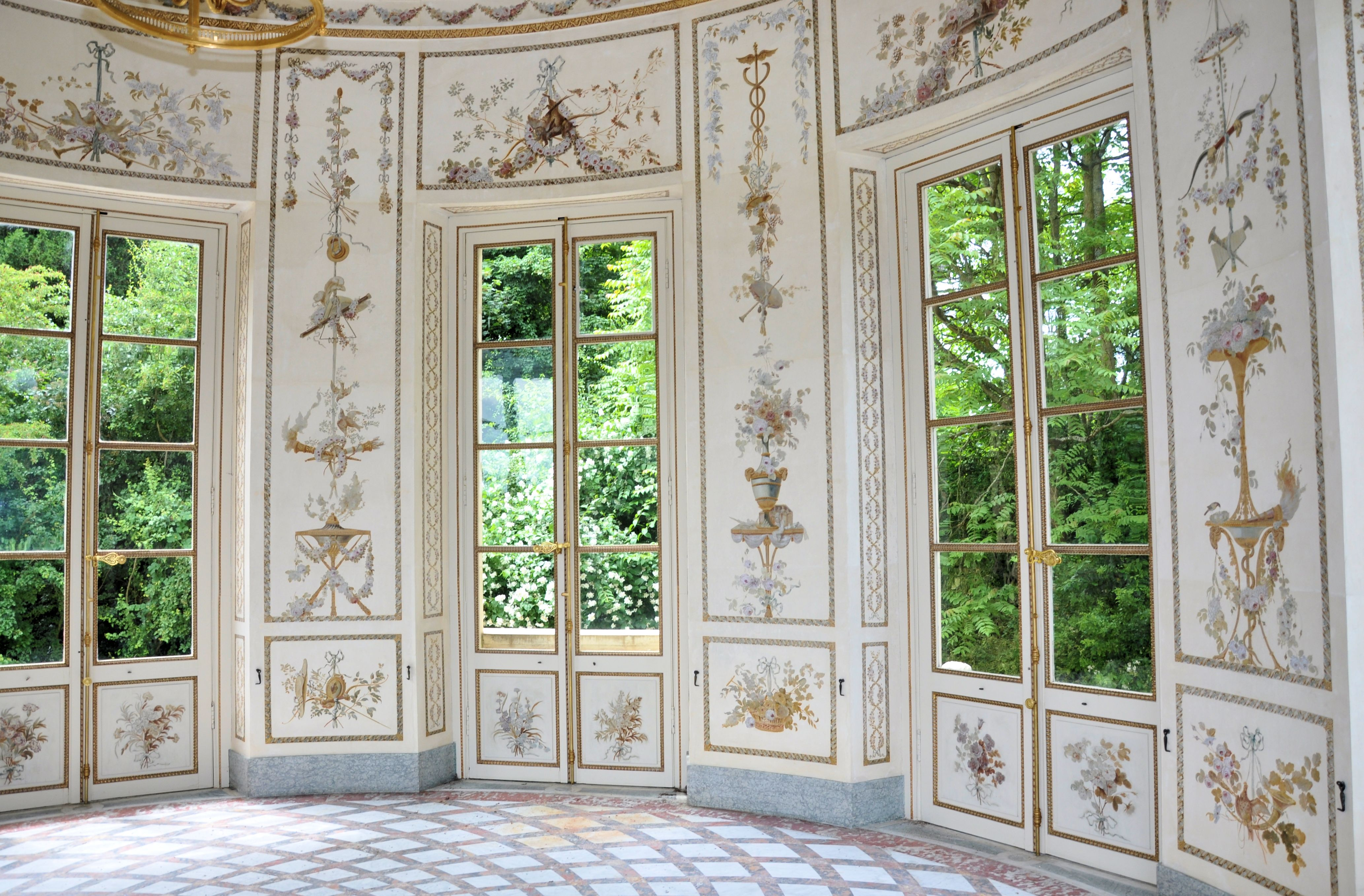
Salon du belvédère.

Le pavillon abrite un luxueux salon circulaire. Les murs intérieurs sont revêtus de stuc par Louis Mansiaux, dit Chevalier, stucateur du Roi,, et sont peints d'arabesques à l'huile par Sébastien-François Leriche. Le projet retenu, parmi les trois proposés à Marie-Antoinette, est multicolore et rehaussé d'or : les huit trumeaux figurent des trophées variés ornés de fleurs,.
La coupole est peinte par Jean-Jacques Lagrenée le Jeune et représente des Amours dans un ciel bleu, jouant avec des fleurs parmi de légers nuages.
Le sol est, quant à lui, pavé d'une mosaïque de marbre bleu turquin, vert, blanc veiné et rouge, d'un coût de 4 839 livres, inspirée des pavements du XVIe siècle, comme ceux de Vincenzo Scamozzi à la bibliothèque Marciana de Venise ou de Philibert Delorme à la chapelle d'Anet.
Ce petit pavillon est utilisé par Marie-Antoinette comme salon de musique. Un mobilier de huit fauteuils en bergère et huit chaises à dossier cintré en plan, à l'image de la courbe de la pièce, est livré en 1781 : conçu par François II Foliot sur un modèle de l'architecte du Garde-Meuble de la Couronne, Jacques Gondouin, il est recouvert de soie blanc et bleu peinte et garni de luxueuses passementeries. Sous l'Ancien Régime, le pavillon n'est meublé que lorsque la Reine s'y rend et uniquement à la belle saison.

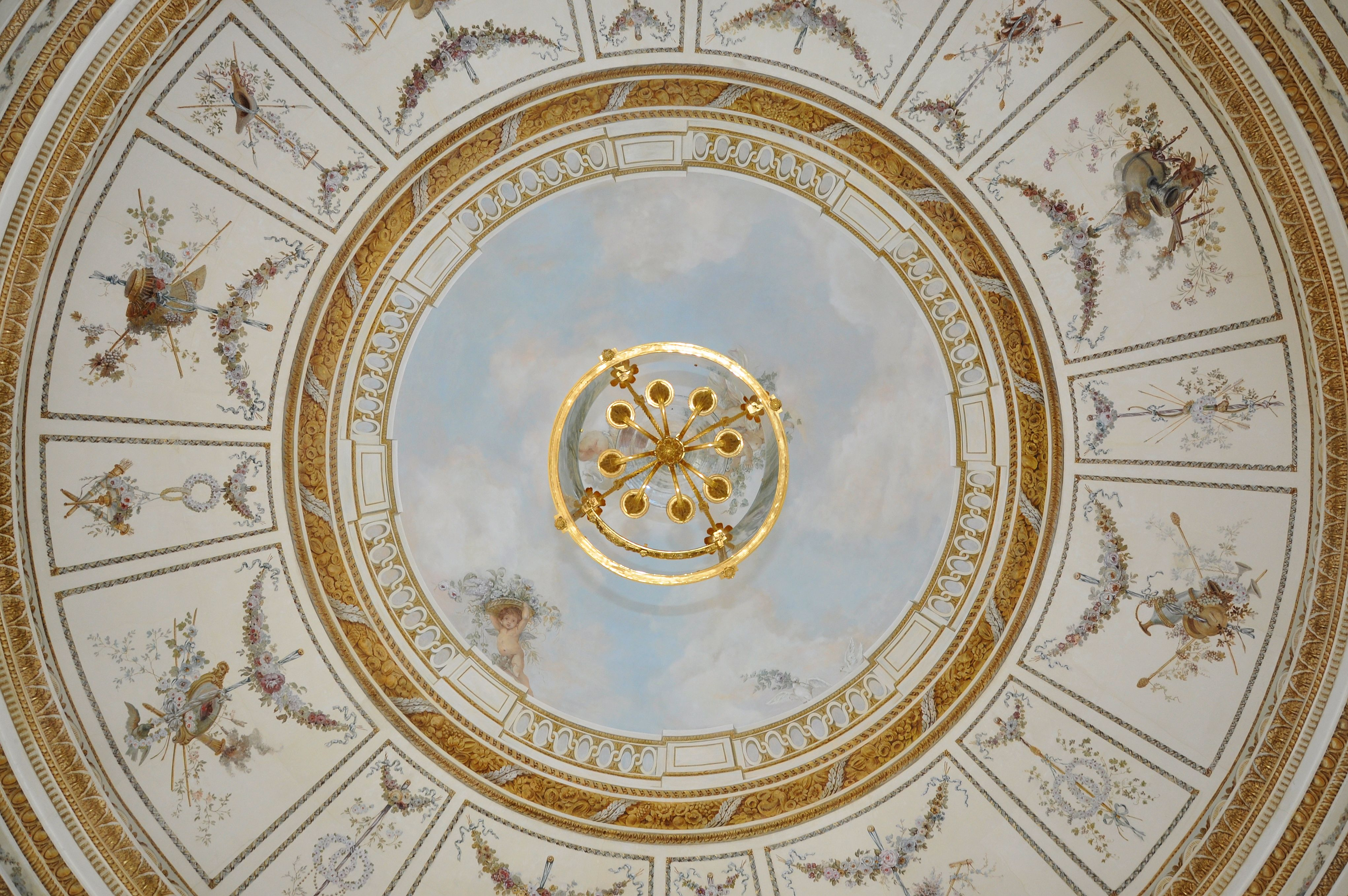
Plafond exécuté par Jean-Jacques Lagrenée.
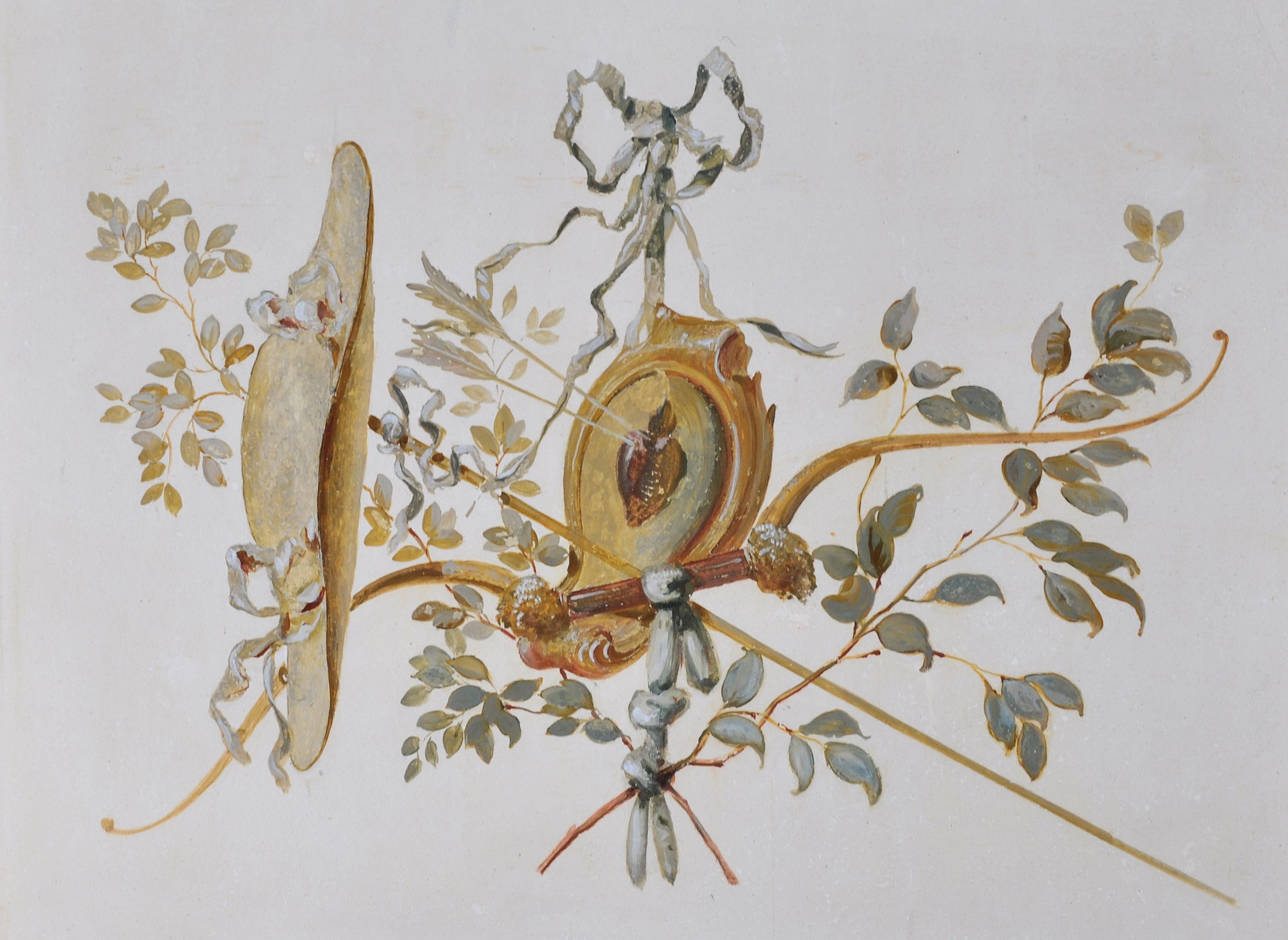
Arabesque de Sébastien-François Leriche (détail).
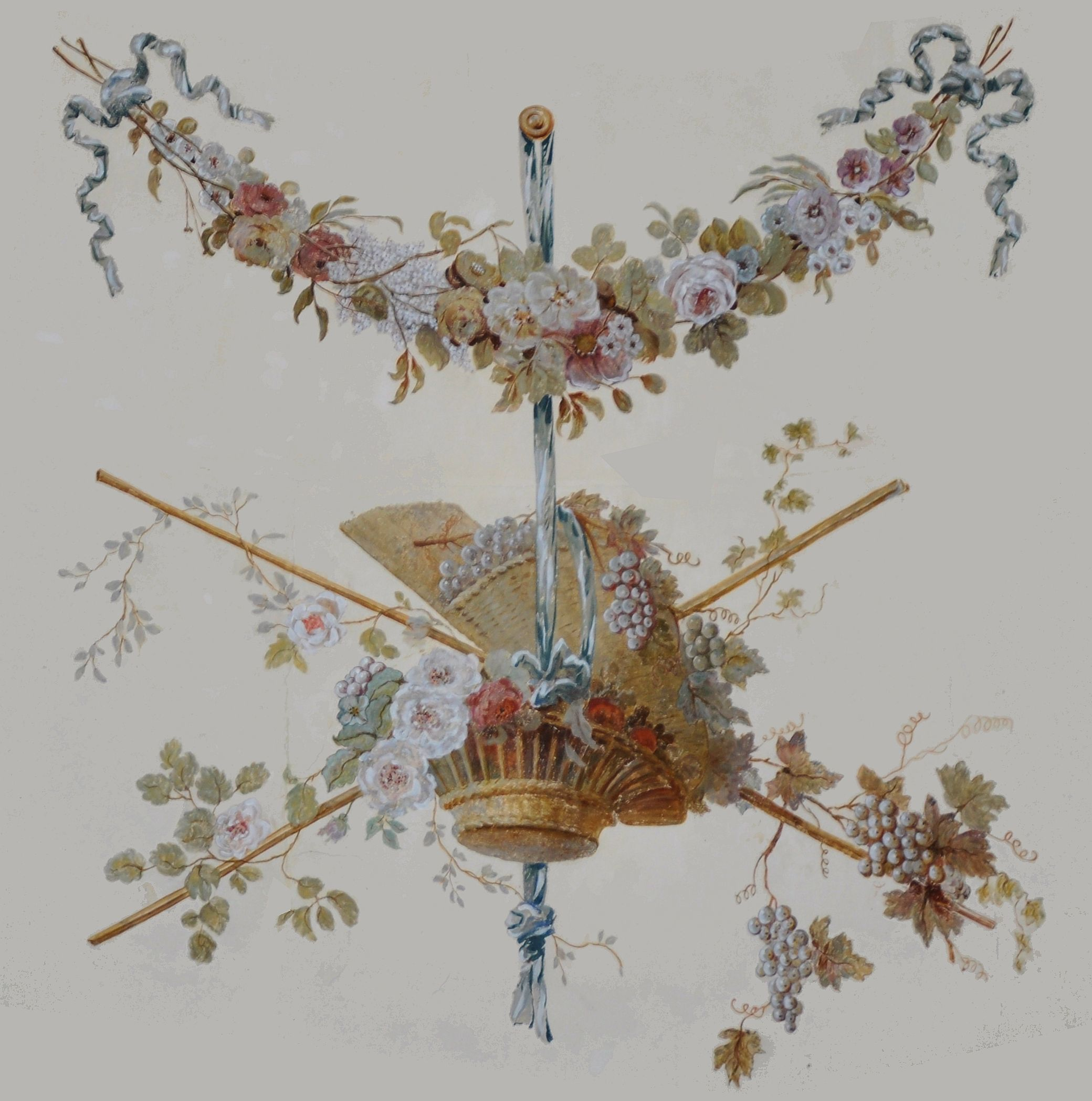
Arabesque de Sébastien-François Leriche (détail).
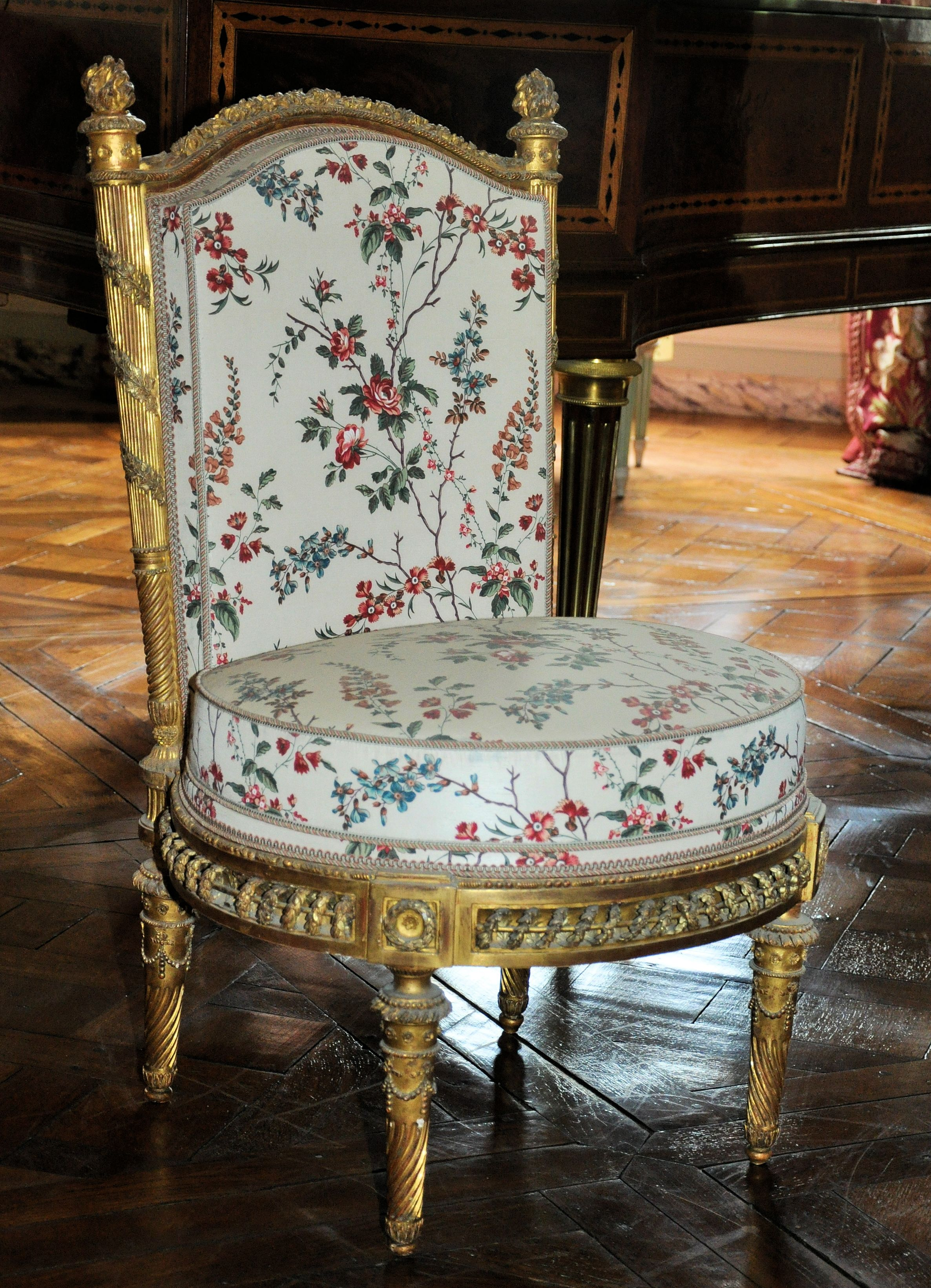
Chaise destinée au Belvédère[note 8].

## Grand rocher

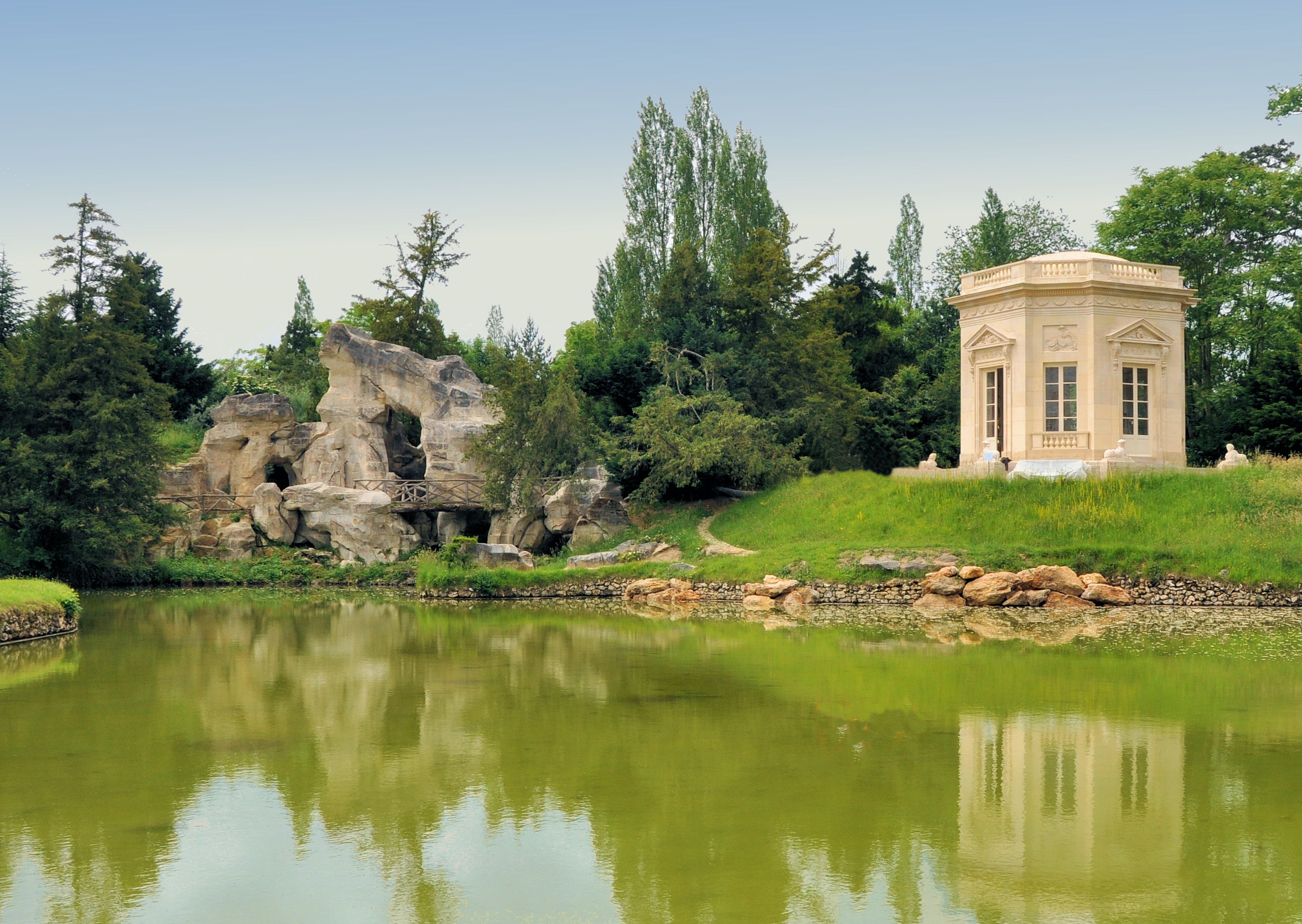
Le belvédère et le Grand rocher au bord du lac.

Le « Grand rocher », dont la construction, laborieuse, nécessite quatre années, est le pendant naturel du belvédère : cette montagne artificielle, entourée de conifères, est la source même de l'effet aquatique de cette « petite Suisse », parfois aussi surnommée le « Jardin alpin ». Depuis un réservoir situé à l'arrière et alimenté par le bassin du Trèfle, les eaux se jettent en torrent dans le lac. Une passerelle de bois — une pergola à colonnes est sans doute à l'origine prévue comme l'indique une vue de Claude-Louis Châtelet — permet la promenade à proximité de la cascade : en la traversant, le visiteur est « censé ressentir la terreur, l'exaltation et la félicité de Rousseau traversant les montagnes de Savoie ».
Le petit lac se déverse dans la rivière sinueuse qui traverse le jardin anglais pour former une île au sein de laquelle se trouve le temple de l'Amour et se séparer en deux bras, dont l'un se termine en un ravin destiné à dissimuler la décharge des eaux et situé à proximité de la « porte verte »,. Sous l'Ancien Régime, il est garni de carpes, perches et barbillons, pour le plaisir de la pêche, mais autorise aussi les promenades en barques ou en gondoles, malgré un envasement régulier et l'apparition fréquente d'un dépôt blanchâtre en surface. Un embarcadère permet un accès facile aux montagnes du jardin alpin.

## Fêtes du belvédère

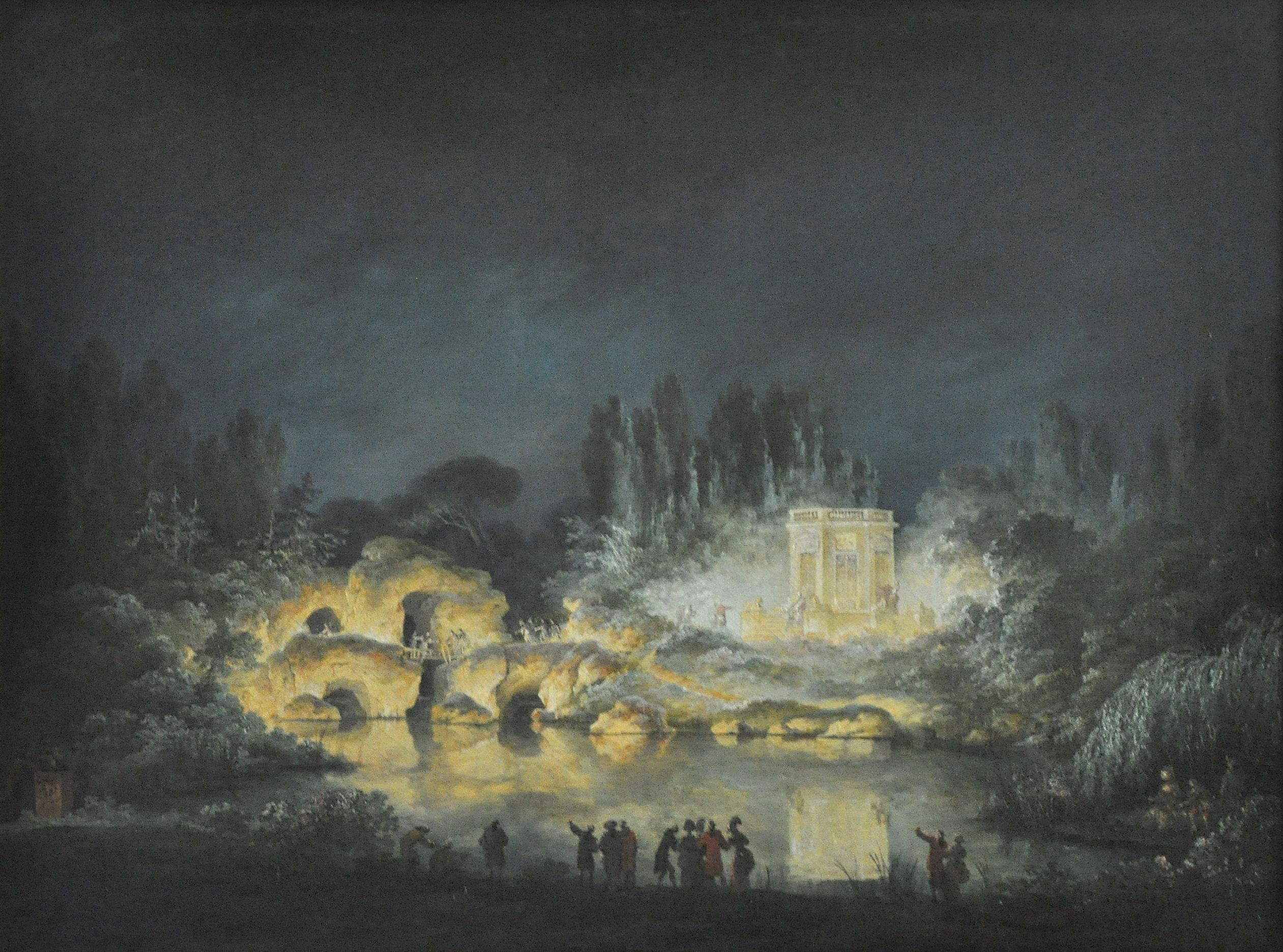
Illumination du Belvédère et du rocher du Petit Trianon en 1781 en l’honneur de l’empereur d’Autriche Joseph II
Claude-Louis Châtelet, 1781.

Marie-Antoinette fait de cette petite construction un pavillon de musique, mais elle aime aussi y prendre son petit déjeuner,, assistant, dès le printemps venu, à l'éveil de la nature sur les parterres de myrtes, de roses et de jasmins. Centre de la composition paysagère, le belvédère est aussi le lieu où se concentre toute l'attention à l'occasion des fêtes organisées par la Reine au sein du domaine de Trianon, à quelques mètres du théâtre. L'une des plus célèbres d'entre elles, objet d'une toile de Claude-Louis Châtelet, est donnée à l'occasion de la visite de son frère Joseph II, en août 1781. Elle succède de quelques jours à la réception de Monsieur, frère du Roi : « Les invités trouvèrent le rocher illuminé et entouré de transparents figurants des amoncellements de roches couvertes de feuillages. Toutes les saillies du belvédère étaient accusées par des cordons de lumières, et des lanternes, dissimulées dans des touffes de roseaux factices, jetaient des reflets sur le lac ».

## Restaurations
Par manque d'entretien et d'attention à compter de la Révolution, le belvédère et le rocher décrépissent lentement, sans pour autant être l'objet de dégradations volontaires. La nature reprend rapidement ses droits et la végétation désordonnée finit par fermer les perspectives originales. Quelques restaurations sont néanmoins entreprises à la fin du XIXe siècle, en particulier la réfection de six nouvelles sphinges et la reprise de quelques ornements des façades. Mais les repeints intérieurs réalisés au cours de ce siècle sont peu conformes aux originaux picturaux.
Après une année de travaux de restauration financés par les mécènes Vinci et World Monument Fund pour un montant d'un million d'euros, le belvédère et son rocher sont inaugurés le 6 juin 2012. Les structures sont consolidées, les sculptures et pierres de taille reprises, les décors intérieurs fixés, harmonisés et protégés, et les effets de fontainerie rétablis selon les dispositions d'origine,,.